# جاك فور
جاك ماري ألفريد غاستون فور (بالفرنسية: Jacques Faure)‏ (2 مارس 1904 - 9 أبريل 1988)، جنرال في الجيش الفرنسي ومتزلج. في عام 1936، قاد فريق التزلج العسكري الفرنسي في دورة الألعاب الأولمبية التي احتلت المركز السادس. وهو أحد العقول المدبرة للانقلاب في الجزائر عام 1961.

## حرب الجزائر
تولى جاك فور خلال حرب الجزائر منصب القائد العام للواء المشاة الجبلي السابع والعشرين في منطقة القبائل بعد عام 1956، كما شغل منصب رئيس أركان قيادة فيلق الجيش الفرنسي في الجزائر العاصمة. وفي تلك الفترة، رقي إلى رتبة جنرال الفرقة.
خطط فور في الجزائر لانقلاب ضد الحكومة الفرنسية في شمال إفريقيا، وناقش هذا المخطط مع صديقه بول تيتجين. كانت الخطة تتضمن اعتقال الحاكم العام الفرنسي روبرت لاكوست أثناء رحلة تفتيشية، وتعيين الجنرال راؤول سالان حاكمًا عسكريًا ومدنيًا للجزائر. اكشفت الخطة قبل تنفيذها، واعتُقل فور في عام 1956، ثم نُقل إلى باريس، حيث حُكم عليه في يناير 1957 بالسجن لمدة ثلاثين يومًا في ثكنات لا كورنوف.
كان فور من بين العقول المدبرة للانقلاب الذي وقع في عام 1961، وحُكم عليه بالسجن لمدة عشر سنوات، على الرغم من تواجده في باريس أثناء تنفيذ الانقلاب. في أبريل 1966، تم العفو عنه وأُفرج عنه من السجن. استعاد رتبته في عام 1974 وتمت إعادة تأهيله سياسيًا في عام 1982. في عام 1986، أصبح عضوًا شرفيًا في منظمة "سوكور دو فرانس". توفي في باريس في عام 1988.